# Lebadea attenuata
Lebadea attenuata är en fjärilsart som beskrevs av Moore 1878. Lebadea attenuata ingår i släktet Lebadea och familjen praktfjärilar. Inga underarter finns listade i Catalogue of Life.